# Coupe d'Islande de football 1973
La coupe d'Islande 1973 de football est la 11e édition de la Coupe nationale de football.
Elle s'est disputée du 13 juin 1973 au 12 septembre 1973, avec pour la première fois, la finale jouée au Laugardalsvöllur à Reykjavik.
La Coupe revêt une haute importance puisque le vainqueur est qualifié pour la Coupe des Coupes (Si un club gagne à la fois le championnat et la Coupe, c'est le finaliste de la Coupe qui prend sa place en Coupe des Coupes).
Les clubs de 1. Deild ne rentrent qu'en huitièmes de finale, alors que les clubs des divisions inférieures entrent au fur et à mesure des 3 tours préliminaires. Les équipes se rencontrent sur un  match simple. En cas de match nul, le match est rejoué sur le terrain de l'autre équipe.
C'est le Fram Reykjavik qui remporte la 2e Coupe d'Islande de son histoire en battant en finale l'ÍBK Keflavík. Le club s'offre une qualification en Coupe d'Europe. 

## Premier tour
| Équipe 1            | Résultat | Équipe 2                |
| ------------------- | -------- | ----------------------- |
| Valur Reyðarfjörður | 0 - 4    | Leiknir Fáskrúðsfjörður |
| þrottur Norðfjörður | 3 - 0    | Huginn Seyðisfjörður    |

## Deuxième tour
| Équipe 1                | Résultat | Équipe 2                |
| ----------------------- | -------- | ----------------------- |
| Haukar Hafnarfjörður    | 3 - 2    | Víðir Garður            |
| Armann Reykjavik        | 12 - 0   | Hrönn                   |
| Afturelding Mosfellsbær | 0 - 3    | UMF Selfoss             |
| Stjarnan Garðabær       | 2 - 3    | þrottur Reykjavik       |
| Bolungarvík             | 0 - 2    | ÍB Isafjörður           |
| Fylkir Reykjavik        | 6 - 7    | UMF Njarðvík            |
| Spyrnir forfait         | -        | Leiknir Fáskrúðsfjörður |
| þrottur Norðfjörður     | 6 - 1    | Austri Eskifjörður      |

## Troisième tour
- Entrée en lice des 8 équipes de 2. Deild

| Équipe 1                  | Résultat | Équipe 2                |
| ------------------------- | -------- | ----------------------- |
| UMF Grindavík (D2)        | 0 - 4    | UMF Selfoss             |
| þrottur Reykjavik         | 2 - 1    | Armann Reykjavik        |
| UMF Skallagrímur (D2)     | 0 - 4    | ÍB Isafjörður           |
| Völsungur Húsavík (D2)    | 2 - 1    | KS Sarafjörður (D2)     |
| Vikingur Reykjavik (D2)   | 9 - 0    | Reynir Sandgerði (D2)   |
| Grótta Seltjarnarnes (D2) | 0 - 3    | Haukar Hafnarfjörður    |
| FH Hafnarfjörður (D2)     | 1 - 0    | UMF Njarðvík            |
| þrottur Norðfjörður       | 3 - 2    | Leiknir Fáskrúðsfjörður |

## Huitièmes de finale
- Entrée en lice des 8 équipes de 1. Deild

| Équipe 1             | Résultat | Équipe 2                  |
| -------------------- | -------- | ------------------------- |
| FH Hafnarfjörður     | 2 - 0    | þrottur Norðfjörður       |
| Fram Reykjavik (D1)  | 5 - 1    | Haukar Hafnarfjörður      |
| UMF Selfoss          | 2 - 3    | ÍA Akranes (D1)           |
| Völsungur Húsavík    | 2 - 3    | KR Reykjavik (D1)         |
| ÍBK Keflavík (D1)    | 5 - 0    | Breiðablik Kopavogur (D1) |
| Valur Reykjavik (D1) | 0 - 1    | ÍBV Vestmannaeyjar (D1)   |
| ÍB Isafjörður        | 1 - 2    | ÍBA Akureyri (D1)         |
| Vikingur Reykjavik   | 2 - 2    | þrottur Reykjavik         |
| þrottur Reykjavik    | 0 - 2    | Vikingur Reykjavik        |

## Quarts de finale
| Équipe 1                | Résultat | Équipe 2              |
| ----------------------- | -------- | --------------------- |
| KR Reykjavik            | 1 - 2    | ÍBV Vestmannaeyjar    |
| ÍBA Akureyri            | 2 - 2    | ÍA Akranes            |
| ÍBK Keflavík            | 2 - 0    | FH Hafnarfjörður (D2) |
| Vikingur Reykjavik (D2) | 0 - 3    | Fram Reykjavik        |
| ÍA Akranes              | 1 - 0    | ÍBA Akureyri          |

## Demi-finales
| Équipe 1       | Résultat | Équipe 2           |
| -------------- | -------- | ------------------ |
| Fram Reykjavik | 4 - 0    | ÍBV Vestmannaeyjar |
| ÍA Akranes     | 0 - 3    | ÍBK Keflavík       |

## Finale
| 12 septembre 1973 | Fram Reykjavik                    | 2 - 1 | ÍBK Keflavík       | Laugardalsvöllur, Reykjavik |  |
|                   | Jon Petursson · Marteinn Geirsson |       | Steinar Johannsson |                             |  |
|                   | (Rapport)                         |       |                    |                             |  |

- Le Fram Reykjavik remporte sa 2e Coupe d'Islande et se qualifie pour la Coupe des Coupes 1974-1975.